# V401 Близнецов
V401 Близнецов (лат. V401 Geminorum) — двойная затменная переменная звезда типа Алголя (EA) в созвездии Близнецов на расстоянии (вычисленном из значения параллакса) приблизительно 10 676 световых лет (около 3 273 парсек) от Солнца. Видимая звёздная величина звезды — от +13,4m до +12,45m. Орбитальный период — около 2,1976 суток.

## Характеристики
Первый компонент — белая звезда спектрального класса A. Эффективная температура — около 8996 К.